# Rayadurg
Rayadurg (Telugu రాయదుర్గం Rāyadurgaṁ) ist eine Stadt im indischen Bundesstaat Andhra Pradesh.
Die Stadt ist Teil des Distrikts Anantapur. Rayadurg hat den Status einer Municipality. Die Stadt ist in 16 Wards gegliedert. Sie hatte am Stichtag der Volkszählung 2011 insgesamt 61.749 Einwohner, von denen 30.911 Männer und 30.838 Frauen waren. Hindus bilden mit einem Anteil von ca. 79 % die größte Gruppe der Bevölkerung in der Stadt gefolgt von Muslimen mit ca. 20 %. Die Alphabetisierungsrate lag 2011 bei 69,59 %.
Die Stadt ist durch einen Bahnhof mit dem Rest des Landes verbunden.